# Doxepina
Doxepin es un antidepresivo tricíclico comercializado en todo el mundo. Los nombres de marca de formulaciones orales incluyen Deptran y Sinequan, y nombres de marca de cremas tópicas, cuyas formulaciones incluyen Prudoxin.

## Historia
En 1963, la doxepina se descubrió en Alemania, siendo introducido a EE. UU. como antidepresivo en 1969. Posteriormente, en 2010, se aprobó a dosis muy bajas en EE. UU para el tratamiento del insomnio.

## Contraindicaciones
Contraindicaciones conocidas, a 2013, incluyen a:
- Hipersensibilidad a la doxepina, a otras TCAs, o a alguno de los excipientes del producto usado
- Glaucoma
- Una predisposición a desarrollar retención urinaria tales como una hiperplasia benigna de próstata
- Uso de inhibidores de la monoamino oxidasa en los últimos 14 días[8]